# Bisværm
Honningbien danner nye familier ved sværmning. Henved halvdelen af bierne forlader bifamilien sammen med den gamle dronning. Mens sværmen søger efter en passende hule at bo i, samler bierne sig omkring dronningen i en klump i et træ, en busk eller lignende.
Spejderbier søger efter en bolig. Finder de noget interessant, udfører de deres dans på biklumpens overflade på samme måde, som de normalt gør det på bistadets tavler. Hvis sværmen hænger i en passende højde, kan denne spændende adfærd bekvemt iagttages.
Hvis sværmen får lov til at hænge, men ikke har fundet en permanent bolig, vil den ofte flyve til et andet midlertidigt sted, ofte i lidt større højde. Bierne vil efter nogle dage begynde at bygge vokstavler, men da de ikke kan bygge tag, kan de ikke vedvarende bo under åben himmel. Der er dog eksempler på, at en sværm kan klare sig i et par måneder i et træ.
En bisværm kan variere meget i størrelse, men kan bestå af omkring 20.000 arbejderbier, et par hundrede droner (hanner) og én dronning. Der er dog set eksempler på at sværme kan slå sig sammen. De svageste dronninger (færrest feromoner) bliver indnøglet og dræbt inden sværmen tager sit nye bo i brug. Når sværmen er i sit nye bo er der kun en dronning tilbage, så der er nogen egentlig effekt af de ekstra dronninger udover at bringe flere bier til boet. Sværmen vejer omkring 3,5 kilo.
Da det er den gamle dronning, der forlader moderfamilien, er hun parret og kan begynde at lægge æg kort efter, at sværmen har fundet en bolig. Der kan dog blive udklækket flere dronninger i moderfamilien inden for få dage. Derfor kan der også afgå flere sværme fra familien. Senere sværme vil være mindre, og dronningen vil ikke være parret. Derfor vil en sådan sværm være længere om at begynde at yngle.

## Indfangning
Ofte vil en biavler søge at indfange sværmen. Dette kan ske ved at ryste bierne ned foran en kasse eller bikube anbragt under sværmen.
Hvis bierne finder, at der er tale om en passende bolig, vil særlige spejderbier stille sig op ved indgangen med bagkroppen i vejret og med vingerne blæse luft ud mod de øvrige bier. De udskiller samtidig duftstoffer fra kirtler på bagkroppen. Når de øvrige bier mærker duften, følger de den og marcherer i samlet flok ind i kuben eller kassen. Hvis dronningen ikke er blandt de bier, der er gået ind i kuben, vil bierne dog efter nogen tid forlade den igen og atter klumpe sig sammen omkring dronningen.
Da bier i sværmtilstand har fyldt maverne med al den honning de kan bære og derfor ikke kan krumme sig sammen og stikke, kan denne adfærd i ro og mag iagttages på nært hold.
Bier i en bisværm har 'glemt', hvor de kommer fra. De flyver derfor ikke tilbage til stadet, hvor de kommer fra. Bierne vil orientere sig på ny, og det er derfor, i modsætning til en etableret bifamilie, muligt at flytte en bisværm over både korte og lange afstande.